# Penedo dos Três Reinos
O Penedo dos Três Reinos ou Frágua dos Três Reinos é uma elevação com 1025 metros de altitude, integrada no sistema montanhoso da Serra de Marabón e a Serra de Montesinho, e que era a tríplice fronteira entre os três antigos reinos medievais de Portugal, Leão, e Galiza, donde o seu nome.
O penedo situa-se na fronteira entre a freguesia de Moimenta, no concelho de Vinhais (Distrito de Bragança) e o município de A Mezquita, na província de Ourense (Comunidade Autónoma da Galiza) e o município de Ermesende, na província de Zamora (Comunidade Autónoma de Castela e Leão). As suas coordenadas aproximadas são 41° 58′ 20″ N, 6° 58′ 57″ O.
Em 1864, com o traçado definitivo, pela Comissão dos Limites, das fronteiras entre Portugal e Espanha, manteve-se a fronteira de séculos nesta região do Alto Trás-os-Montes. Embora hoje em dia os três reinos a que o nome da frágua alude já não existam (Portugal tornou-se uma república, e a Galiza e Leão foram integradas no reino de Espanha), a sua velha e secular designação manteve-se inalterada.